# Mahmud Abbas
Mahmud Abbas (arab. محمود عباس, znany też jako Abu Mazin, ur. 26 marca 1935 w Safedzie) – palestyński działacz niepodległościowy i polityk, pierwszy premier Autonomii Palestyńskiej od 19 marca do 6 września 2003, przewodniczący Organizacji Wyzwolenia Palestyny od 29 października 2004, prezydent Autonomii Palestyńskiej od 15 stycznia 2005 do 4 stycznia 2013, prezydent Palestyny od 4 stycznia 2013.

## Życiorys
Urodził się w mieście Safed (wtedy Palestyna była mandatem brytyjskim), po proklamowaniu państwa Izraela w 1948 roku został wypędzony z rodziną, a także ze wszystkimi mieszkańcami miasta do Syrii, gdzie skończył studia w Damaszku. Później przeprowadził się do Egiptu, gdzie skończył studia prawnicze. Wyjechał do Moskwy, gdzie otrzymał stopień kandydata nauk z zakresu historii (sowiecki odpowiednik polskiego stopnia naukowego doktora) – jego praca dyplomowa „Relacje między nazizmem i kierownictwem ruchu syjonistycznego”, została później wydana jako książka.
Uchodzi za polityka bardzo dobrze widzianego na Zachodzie, między innymi dlatego, że wypowiadał się przeciwko antyizraelskiemu powstaniu Palestyńczyków – intifadzie. W 1965 roku wstąpił do Fatahu – ugrupowania, którym kierował Jasir Arafat. Od 1980 roku Abbas był członkiem Komitetu Wykonawczego Organizacji Wyzwolenia Palestyny, a w 1996 roku został wybrany na jego przewodniczącego, co nieformalnie potwierdziło jego pozycję zastępcy Arafata. To właśnie Abbas podpisał w 1993 roku porozumienie pokojowe z Izraelem. Był jego architektem, a długie kontakty z izraelską lewicą zyskały mu opinię „gołębia” w OWP.

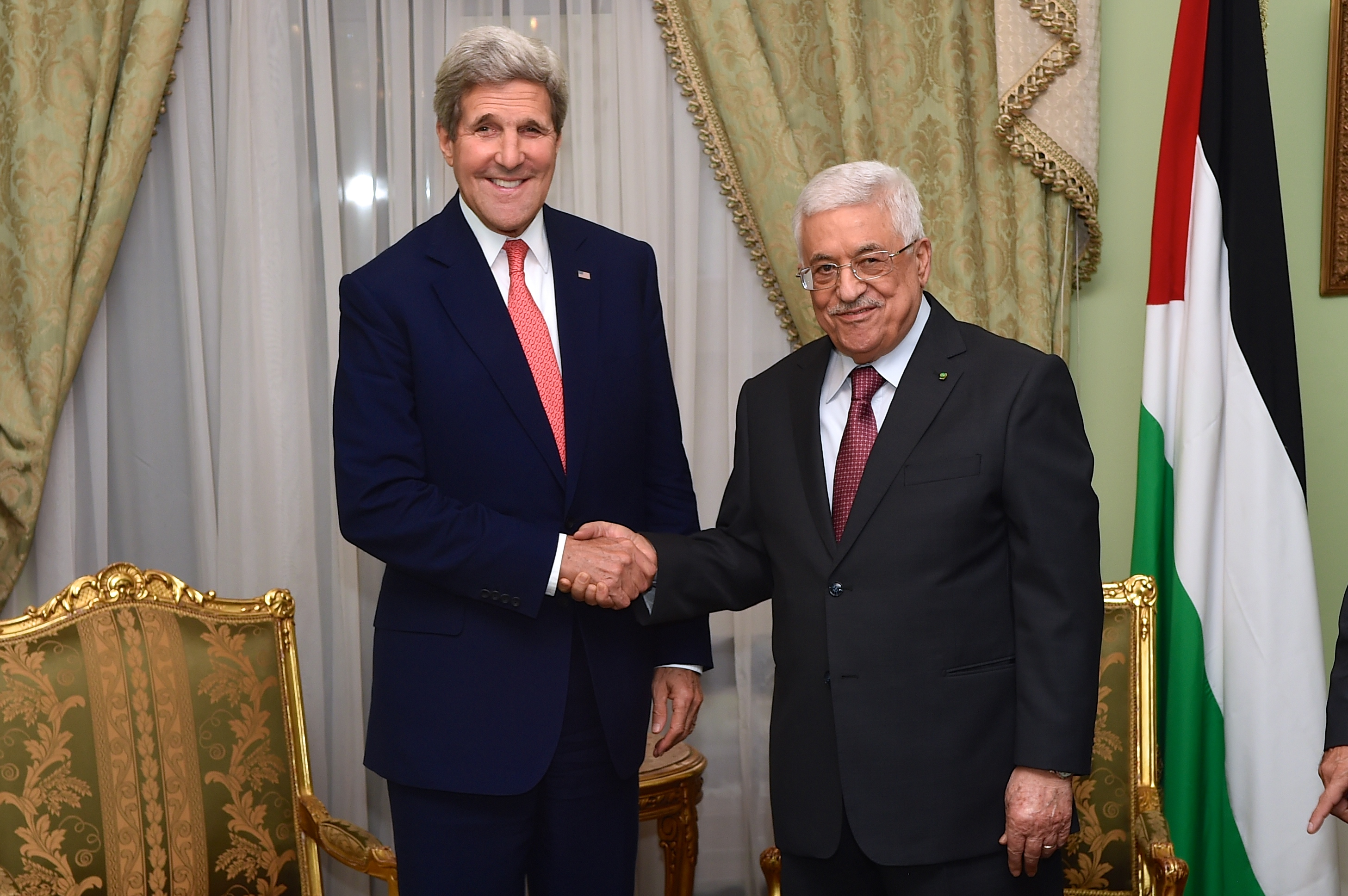
Mahmud Abbas i John Kerry, 12 października 2014

Od marca do października 2003 roku był pierwszym premierem Autonomii Palestyńskiej. Zwolennik amerykańskiego planu pokojowego.
10 stycznia 2005 przewodniczący Centralnej Komisji Wyborczej Hanna Nasir potwierdził oficjalnie, że Mahmud Abbas – przywódca Organizacji Wyzwolenia Palestyny otrzymał 62,3 procent głosów i wygrał palestyńskie wybory prezydenckie. Abbas uzyskał 62,32 procent głosów, a jego główny rywal Mustafa al-Barghusi – 19,8 procent głosów. Na Abbasa głosowało 483 039 wyborców, a na Barghusiego 153 516 osób. Tajsir Chalid z Demokratycznego Frontu Wyzwolenia Palestyny otrzymał 3,5 procent głosów, Bassam as-Salihi z Ludowej Partii Palestyny – 2,69 procent, Abd al-Halim al-Aszkar (niezależny) – 2,68 procent, Sajjid Husajn Baraka (niezależny) – 1,27 procent i Abd al-Karim Szubajr – 0,67 procent.
15 stycznia 2005 Mahmud Abbas został zaprzysiężony na stanowisku prezydenta Autonomii Palestyńskiej.
4 stycznia 2013 Mahmud Abbas na mocy dekretu przekształcił Autonomię Palestyńską w Państwo Palestynę.